# Marcus Servilius Fabianus Maximus
Marcus Servilius Fabianus Maximus (vollständige Namensform Marcus Servilius Quinti filius Horatia Fabianus Maximus) war ein im 2. Jahrhundert n. Chr. lebender römischer Politiker. Durch eine Inschrift, die in Rom gefunden wurde, ist seine Laufbahn bekannt, die als cursus inversus, d. h. in absteigender Reihenfolge wiedergegeben ist.
Maximus übte zunächst im Rahmen des Vigintivirats für ein Jahr das Amt eines IIIIvir viarum curandarum in Rom aus. Anschließend leistete er seinen Militärdienst als Tribunus militum in der Legio I Minervia, die ihr Hauptlager in Bonna in der Provinz Germania inferior hatte. Danach übernahm er in Rom folgende Positionen (in dieser Reihenfolge): Quaestor urbanus, Ab actis senatus, Aedilis curulis und Praetor.
Nach seiner Praetur wurde Maximus zunächst als Legatus pro praetore dem Statthalter der Provinz Asia für ein Jahr zugeordnet. Danach war er als curator für die Instandhaltung der Via Valeria zuständig. Im Anschluss wurde er Kommandeur (Legatus legionis) der Legio III Gallica, die ihr Hauptlager in Raphaneia in der Provinz Syria hatte. Als letztes Amt vor seinem Konsulat übernahm im Range eines Präfekten die Verwaltung des Aerarium Saturni; er übte dieses Amt, vermutlich zwischen 153 und 158, für drei Jahre aus. Aus der Inschrift geht auch hervor, dass er in die Priesterschaft der Fetialen aufgenommen wurde.
Durch Militärdiplome, die z. T. auf den 8. Juli 158 datiert sind, ist belegt, dass Maximus 158 zusammen mit Quintus Iallius Bassus Suffektkonsul war. Nach seinem Konsulat war Maximus curator des Aedes sacrae; er übte dieses Amt vermutlich um 159/160 aus. Im Anschluss wurde er Statthalter (Legatus Augusti pro praetore) in zwei Provinzen: zunächst in Moesia inferior, zwischen 161 und 163 und danach in Moesia superior, zwischen 163 und 166. In Moesia inferior ist er als Statthalter durch weitere Inschriften und einen Meilenstein belegt.
Maximus war in der Tribus Horatia eingeschrieben und stammte aus Aquileia. An diesem Ort wurden vier Inschriften gefunden, die er für Sklaven bzw. Freigelassene errichten ließ; darunter war auch ein servus medicus. Quintus Servilius Pudens war der jüngere Bruder des Maximus.